# Mayaxatl
Mayaxatl (de stad van het Verloren Goden) is een stad in de wereld van stripserie Thorgal. Het is de hoofdstad van Qa, gebouwd door het volk van de Chaams, onder bevel en in opdracht van Varth. Het duurde tien jaar om de stad te bouwen en de bouw ging gepaard met onnoemlijk veel leed en talloze slachtoffers.
In deze stad schiep Varth zijn leger van Chaams, en van hieruit lanceerde hij aanvallen op het naburige grondgebied. Ook smeedde hij er zijn plan om de wereld te veroveren. De stad was uitgerust met een platform waar ballonboten konden opstijgen en landen en waardoor zijn Chaam krijgers zich snel ver in het land van Qa konden bewegen. Varth zelf verbleef in zijn heiligdom, dat zich boven op het hoogste gebouw in de stad bevond, en waar hij een magische labyrint gecreëerd had. Onderaan dit heiligdom werden tijdens fanatieke religieuze ceremonies mensen geofferd ter ere van de god Ogotai, waarvan hij de Chaams bedrogen had te denken dat hij die was.